# Malichos Ier
Malichos Ier (en arabe : مالك الأول) est un roi des Nabatéens qui régna vers -60 - -30. Malichos est connu grâce à des monnaies qui le montrent coiffé du bandeau royal (ou diadème) des souverains hellénistiques.

## Historique
Sous le règne de Malichos Ier, le royaume nabatéen est un État client de Rome. C'est à ce titre que le roi Malichos Ier porta secours à Jules César, en 47, lors de la Guerre d'Alexandrie.